# Kościół św. Andrzeja Boboli w Gościnie
Kościół pw. Świętego Andrzeja Boboli w Gościnie – rzymskokatolicki kościół parafialny należący do parafii pw. św. Andrzeja Boboli w Gościnie, dekanatu Gościno, diecezji koszalińsko-kołobrzeska, metropolii szczecińsko-kamieńskiej, w Gościnie, w powiecie kołobrzeskim, w województwie zachodniopomorskim. Mieści się przy ulicy Kościelnej, w południowej części miasta, na wzgórzu. 

## Historia
Został wybudowany w 1865 roku w stylu neoromańskim z kamienia polnego. Świątynia poświęcona w dniu 2 grudnia 1945 roku, konsekrowana w dniu 16 maja 1989 roku przez biskupa Ignacego Jeża.

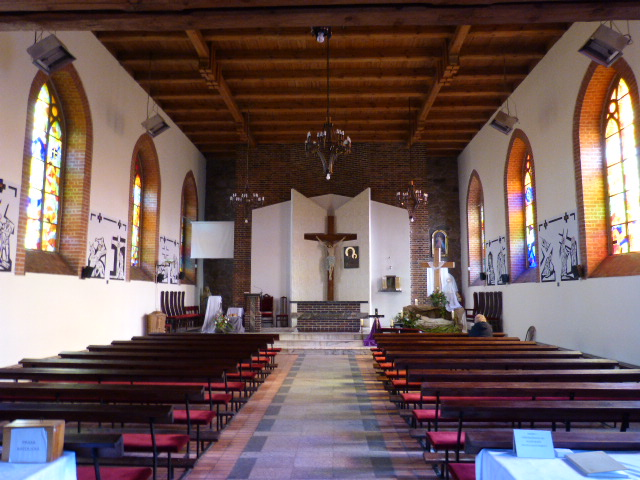
Wnętrze świątyni

## Wyposażenie
Do wyposażenia świątyni należy chrzcielnica kamienna w formie kielicha, wykuta z pojedynczego kamienia z wapienia gotlandzkiego, na przełomie XII i XIII stulecia. Jest to jeden z nielicznych zabytków sakralnych takiego rodzaju na terenie Pomorza Zachodniego.

## Otoczenie
Przy kościele stoi głaz pamiątkowy z krzyżem, orłem i tablicą, na której widnieje napis: Pamięci mieszkańców, którzy tworzyli polskość Ziemi Gościńskiej.